# Dolani
Dolan (ujgursky: دولان → Dolan plurál: Dolanlar, turecky: Dolan plurál: Dolanlar, čínsky: 刀朗, nebo 多朗 pchin-jinem tolan, obvyklou fonetikou: to-lan) je oblast nebo také název komunity lidí žijících ve Východním Turkestánu (dnešní autonomní oblast Sin-ťiang v Číně). Termín „Dolan“ má pravděpodobně souvislost s životem předchozí kultury a civilizace v této oblasti, nicméně podle čínských historických pramenů jde o jeden ze starých ujgurských kmenových názvů.  Dolani jsou rozděleni do „sedmi rodin“ - „yәttә uruқ“ (mongolsky Dolo - sedm) a  mluví obvyklým ujgurským nářečím. Žijí převážně v údolích, u řek Jarkend, Aksu a Tarim a v oblasti Lop nurského jezera. Lze je nalézt také u Kašgaru. Většina dolarů pracuje v zemědělství. Jejich počet se odhaduje na 100 tisíc.

## Etymologie a původ
Historie této komunity je málo známá. Antropologicky jde o smíšenou rasu túránského typu.  Názorů na jejich původ je více:

### Mongolský původ
1. Původně jsou to potomci Mongolů, kteří se usadili ve Východním Turkestánu v době Čingis-chána (1227). [2] [2]

### Turkický původ
1. Ruský historik a etnolog Lev Nikolajevič Gumiljov (1912–1992 ) ve své základní práci „Ranní Turci“ prokázal, že Tchie-leové (487–541)[pozn. 1] čili Telengiti, turkofonní, evropoidní západosibiřský kmen, původem od Sajanských hor, hrál důležitou roli v etnogenezi starobylých Turků. Kromě toho Gumiljov zmiňuje Čitiské (s významem „Červení Tiové“[pozn. 2]) Ujgury → Rudé Ujgury nebo „Ti [pozn. 3] → Ting-lingy [pozn. 4]. [3]

1. Podle části historiků další možností je, že etnonymum „Dolan“ pochází z jména chána Tuluna, který v roce 485 usedl na trůn Žuan-žuanské říše.[1][pozn. 5] Po rozptylu Tulunových kmenů se z turkických Kanglıů („Vysoké kočáry“ → 659–750) oddělil také kmen Börkli. Börkliové se poté přejmenovali na „Dolon“ (ujgursky: „Dolanlıklar“). Poté se fonetický posun slova „Dolon“ zastavil na výslovnosti ve formátu „Dolan“. [4]

1. Někteří učenci a cestovatelé věří, že Dolanové od údolí řeky Jarkend jsou kyrgyzská nebo kazašská skupina, která se usadila v této oblasti v průběhu vládnutí mandžuské dynastie Čching (1644–1911).Přesvědčení bylo založeno na jejich výrazně odlišné fyziognomii a jazyku, a jejich polokočovném životním stylu. [5]

1. Avšak převládá zde většinový názor, že s největší pravděpodobností jsou subetnickou skupinou Ujgurů (744–848) (čínsky pchin-jinem: Tchung-luo → ujgursky: Tongra). [6]

### Video
1. ↑  Uyghur dance: Dolan meshripi (CCTV dance competition)